# BV De Graafschap in het seizoen 1966/67
Het seizoen 1966/1967 was het 13e jaar in het bestaan van de Doetinchemse betaaldvoetbalclub De Graafschap. De club kwam uit in de Nederlandse Eerste divisie en eindigde daarin op de 18e plaats, dit betekende dat de club rechtstreeks degradeerde naar de Tweede divisie.

## Wedstrijdstatistieken

### Eerste divisie
|       | Alkmaar '54 | Blauw-Wit | FC Den Bosch/BVV | SC Cambuur | D.F.C. | DHC '66 | SC Drente | Eindhoven | Heracles | Holland Sport | N.E.C. | RBC   | RCH   | SVV   | Velox | Vitesse | Volendam | De Volewijckers | FC Zaanstreek |
| ----- | ----------- | --------- | ---------------- | ---------- | ------ | ------- | --------- | --------- | -------- | ------------- | ------ | ----- | ----- | ----- | ----- | ------- | -------- | --------------- | ------------- |
| Thuis | 1 – 0       | 3 – 2     | 1 – 0            | 3 – 0      | 0 – 2  | 1 – 0   | 3 – 1     | 0 – 2     | 4 – 4    | 0 – 2         | 0 – 2  | 1 – 0 | 1 – 2 | 1 – 0 | 1 – 2 | 1 – 1   | 1 – 2    | 4 – 0           | 0 – 1         |
| Uit   | 2 – 3       | 2 – 1     | 2 – 0            | 3 – 0      | 4 – 0  | 1 – 1   | 1 – 0     | 3 – 2     | 0 – 0    | 2 – 0         | 2 – 0  | 3 – 0 | 1 – 4 | 3 – 0 | 1 – 0 | 2 – 1   | 3 – 0    | 2 – 2           | 1 – 1         |

## Statistieken De Graafschap 1966/1967

### Eindstand De Graafschap in de Nederlandse Eerste divisie 1966 / 1967
| Stand | Gespeeld | Gewonnen | Gelijk | Verloren | Punten | Doelpunten voor | Doelpunten tegen |
| ----- | -------- | -------- | ------ | -------- | ------ | --------------- | ---------------- |
| 18e   | 38       | 11       | 6      | 21       | 28     | 41              | 61               |

### Topscorers
| Competitie \| # \| Naam \| \| \| ------ \| ---------------- \| -- \| \| 1. \| Henk Overgoor \| 10 \| \| 2. \| Ben Zweers \| 8 \| \| 3. \| Joop Hartjes \| 7 \| \| 4. \| Henk van Brussel \| 5 \| \| 4. \| Fred Jaski \| 5 \| \| 6. \| André Hulshorst \| 3 \| \| 7. \| Arie Beekman \| 1 \| \| 7. \| Theo Huls \| 1 \| \| 7. \| Franz Möllers \| 1 \| \| Totaal \| Totaal \| 41 \| |                  |      |
| # | Naam             | Goal |
| 1. | Henk Overgoor    | 10   |
| 2. | Ben Zweers       | 8    |
| 3. | Joop Hartjes     | 7    |
| 4. | Henk van Brussel | 5    |
| 4. | Fred Jaski       | 5    |
| 6. | André Hulshorst  | 3    |
| 7. | Arie Beekman     | 1    |
| 7. | Theo Huls        | 1    |
| 7. | Franz Möllers    | 1    |
| Totaal | Totaal           | 41   |